# Francesc Alcoriza i Gimeno
Francesc Alcoriza i Gimeno (Barcelona, 15 de juny de 1903 - Barcelona, 1 d'abril de 1991) fou un futbolista català dels anys 1920 i 1930.

## Trajectòria
Ingressà l'any 1921 al CE Europa, on l'any 1923 es proclamà campió de Catalunya de futbol i subcampió del Campionat d'Espanya. Amb l'Europa disputà les tres primeres edicions de la lliga espanyola, essent, amb 45 partits, el segon futbolista que més partits portà la samarreta de club a la màxima categoria del futbol espanyol per darrere d'Agustí Layola. El febrer de 1930 esdevingué capità del club europeista després de la renúncia de Manuel Cros.
L'any 1931, després del descens de l'Europa a segona divisió, fitxà pel FC Barcelona. Disputà 109 partits amb la samarreta blaugrana. Abandonà el club el 1935, acabant la seva carrera al FC Terrassa.
El gener de 1930 fou convocat per la selecció espanyola de futbol per disputar un partit davant Txecoslovàquia, però no arribà a debutar. Si que defensà la samarreta de la selecció de Catalunya, destacant el partit que enfrontà la selecció amb el Bolton Wanderers el 20 de maig de 1929, amb motiu de la inauguració de l'estadi Olímpic de Montjuïc i que guanyà la selecció catalana per 4 a 0.

## Palmarès
CE Europa
- Campionat de Catalunya: 1923

FC Barcelona
- Campionat de Catalunya: 1932, 1935